# Antiphalera bilineata
Antiphalera bilineata är en fjärilsart som beskrevs av George Francis Hampson 1896. Antiphalera bilineata ingår i släktet Antiphalera och familjen tandspinnare. Inga underarter finns listade i Catalogue of Life.